# Рейнхаузен (Нижняя Саксония)
Рeйнхаузен (нем. Reinhausen) – крупнейшая и административный центр муниципалитета Гляйхен в районе Гёттингена, на юге Нижней Саксонии.

## Характеристика села
В селе проживают около 9308 жителей. По статистике ООН, в Рейнхаузене проживает около 4606 мужчин и около 4701 женщин. Мэром деревни является Ульрике Бенстем. Деревня была заселена примерно в X - XI веках. Вдоль главной дороги, проходящей через деревню, находится круг крестов, высеченных на массивных камнях на склоне холма в средневековые времена. В деревне находится лютеранская церковь, построенная в X веке как замок, долгое время выступавшая в роли монастыря.
В 4 км к северу от Рейнхаузена находится городская черта города Гёттинген. Населённый пункт сочетает в себе как черты деревни, так и пригорода крупного города. В деревне есть несколько магазинов, обслуживающих местное население. Рядом с городом  находится водохранилище Вендебах, в которое впадает одноимённый ручей, протекающий по территории Рейнхаузена. Вблизи водохранилища расположены парк и зона отдыха.

## Лес
Близлежащая холмистая территория Рейнхаузер-Вальд представляет собой лесной массив площадью около 18 000 гектаров, преимущественно с лиственными деревьями и малым подлеском, включая папоротники. Основная порода дерева — бук (Fagus sylvatica), составляющий 57 % всех деревьев Рейнхаузер-Вальда. Другие важные виды — дуб (Quercus robur и Q. petraea), ель европейская (Picea abies) и лиственница (Larix decidua). Навес деревьев достаточно тяжёлый, чтобы выдерживать перемены микроклимата с малыми колебаниями температуры.

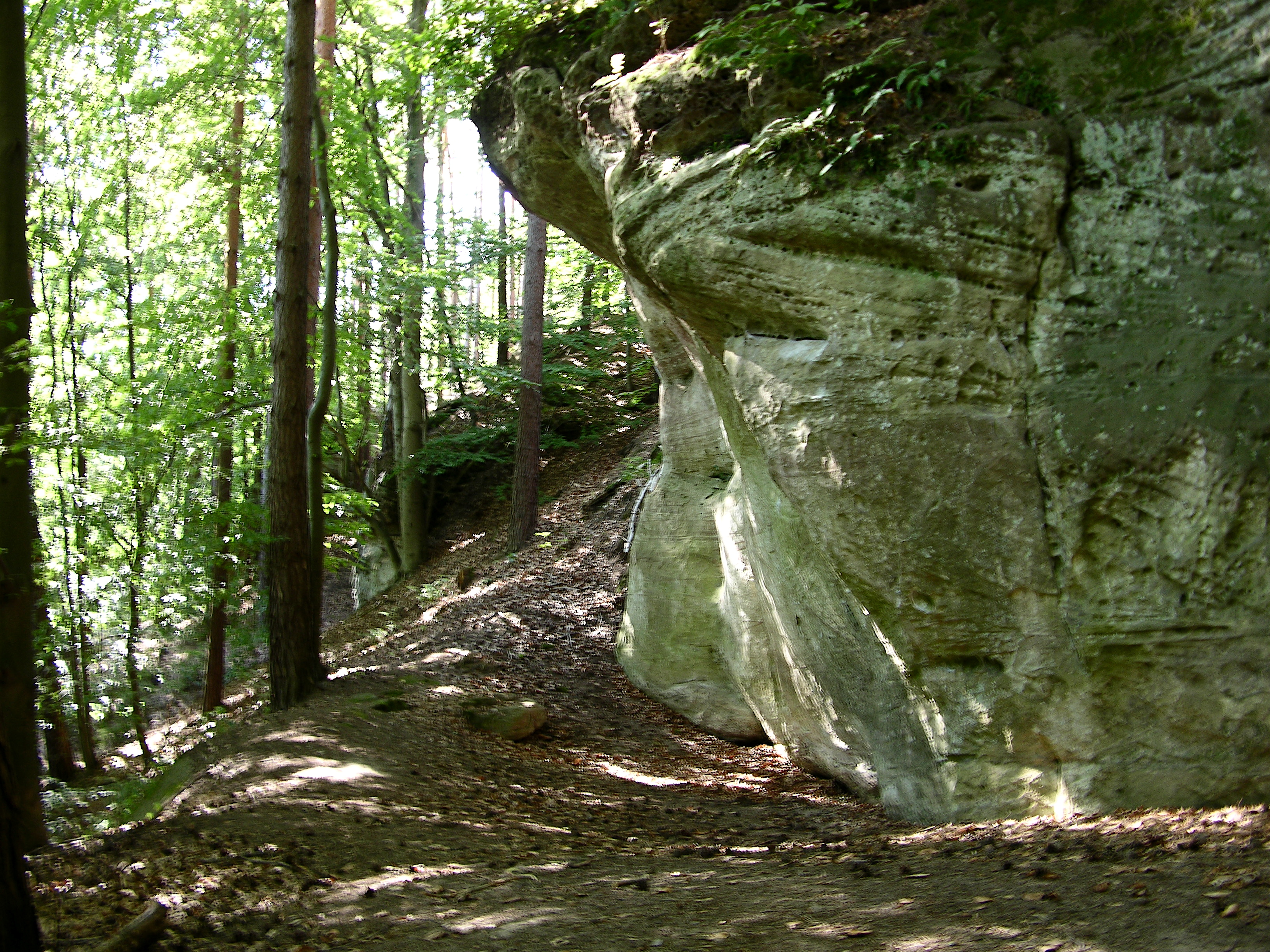
Абри (каменные козырьки) в лесу под Рейнхаузеном

Лесным хозяйством занимается районное управление, находящееся в Рейнхаузене, которое отвечает за четырнадцать лесничеств и Региональный экологический образовательный центр. Лес открыт для посещения, но добывать древесину посетителям запрещено.
За заготовку древесины отвечает Государственное лесное управление (Landesforstamt), которое использует методы с низким уровнем воздействия (в том числе интенсивно используют лошадей) и следует принципу устойчивого развития.
В лесу много скальных убежищ, (Abri), образованных эрозией, расположенных в основном в долинах из красного песчаника или в районах юрского известняка. Некоторые из них использовались с периода мезолита.